# Maskrossläktet
Maskrossläktet (Taraxacum) är ett släkte med fleråriga örter i familjen korgblommiga växter.

## Beskrivning
Maskrosor sprider sig både genom frön spridda med vinden och i viss mån till den allra närmaste omgivningen via sina rötter.
Roten är en kraftig pålrot och blommorna sitter ytterst på runda, ihåliga stjälkar med en blomkorg på varje stjälk. I stjälkarnas väggar finns håligheter med mjölksaft, som när den torkar ger bruna fläckar. Bladen sitter i en rosett intill marken. Foderbladen bildar en blomkorg, även kallad holk sitter i två kransar, den inre med fjällen uppåtstående, den yttre något kortare och ofta med nedåtböjda fjäll.
Maskrosor ger nektar och de är utmärkta biväxter vad avser nektar medan pollenmängden är förhållandevis låg.
Den klotrunda, luftiga bollen av flygfrukter är ömtålig för en svag beröring eller en vindpust och fröna sprids därför mycket lätt även över långa avstånd.
Bladen har bakåtriktade flikar och den vita mjölksaften i växten smakar beskt, men bladen äts gärna av exempelvis kaniner. Roten är en kraftig och vertikal pålrot som bidrar till att maskrosen är känd för sin seglivade natur och dess stora förmåga att skjuta rotskott till nya plantor om de ovanjordiska delarna har förstörts. 

## Förekomst
Förekomsten av de olika maskrosarterna på norra halvklotet varierar i hög grad från mycket riklig förekomst till att vara extremt sällsynta och globalt nära eller redan utdöda. Till de redan utdöda arterna räknas gotlandsmaskrosen (Taraxacum polium), som förmodligen är den första svenska växtart som bedöms globalt utdöd.

## Arter
I Norden innehåller släktet Taraxacum mer än 900 apomiktiska småarter indelade i nedanstående 14 sektioner. Många maskrosarter reproducerar sig asexuellt genom så kallad apomixis, där fröna produceras utan föregående pollinering och de blir då genetiskt "identiska" med moderplantan.

### Sektioner av småarter
Dessa sektioner omfattar sammanlagt omkring 1 000 svenska arter. Nedan listas svenska sektioner:
- A Ishavsmaskrosor - Taraxacum sect. Arctica
- B Strandmaskrosor - Taraxacum sect. Paulustria
 Karaktärsdrag: Bladen är små och med obetydliga flikar. De yttre holkfjällen är breda och tilltryckta mot blomkorgen.
- C Sandmaskrosor - Taraxacum sect. Erythrosperma
 Karaktärsdrag: Växten är liten; dess blommor blekgula. Frukterna är rödaktiga. Ytterholkfjällen har en hornlik knöl vid spetsen. Biotop torra växtplatser.
- D Dvärgmaskrosor - Taraxacum sect. Obliqua
- E Kärrmaskrosor - Taraxacum sect. Celtica
- F Fläckmaskrosor - Taraxacum sect. Naevosa
- G Atlantmaskrosor - Taraxacum sect. Spectabilia
- H Fjällmaskrosor - Taraxacum sect. Taraxacum
- I Grovtandsmaskrosor - Taraxacum sect. Macrodonta
- J Norrlandsmaskrosor - Taraxacum sect. Boreigena
- K Nordmaskrosor - Taraxacum sect. Borea
- L Ängsmaskrosor - Taraxacum sect. Hamata
- M Hornmaskrosor - Taraxacum sect. Borealia
- N Ogräsmaskrosor - Taraxacum sect. Ruderalia

I världen i övrigt finns ytterligare flera tiotal sektioner, huvudsakligen i Norra halvklotets tempererade delar. De omfattar flera tusen arter, utöver de arter som påträffats i Sverige.
Det förekommer att sektioner har uppdelats i undersektioner.

## Kultur
Maskrosen är omsjungen i Carl Antons visa "Om maskros och tjärdoft" med en första strof som möjligen givit maskrosen ett något bättre rykte:
Jag lät alla mina maskrosor finnas, fast jag vet att dom kallas ogräs och bör rotas ut. Men det är så skönt att sitta och minnas, små solar i gräset när sommarn är slut...
Även Eddie Meduza sjunger om maskrosen i sin låt Ingen plockar en maskros. En låt med sensmoral: Vem får avgöra vad som är vackert eller fult? Ibland skall man göra det "förbjudna", för att se livets glädjeämnen.
Maskrosen är Miljöpartiet de Grönas partisymbol.

### Maskrosbarn
Maskrosbarn är barn som har det svårt hemma, men som klarar sig ändå och i slutändan ofta oväntat bra, ungefär som en maskros som kan växa upp genom asfalt och i betong och ge en vacker blomma. Ordet myntades av journalisten och författaren Ami Lönnroth i samband med hennes skriverier i Svenska Dagbladet och hennes bok Maskrosbarn 1987.

## Användning

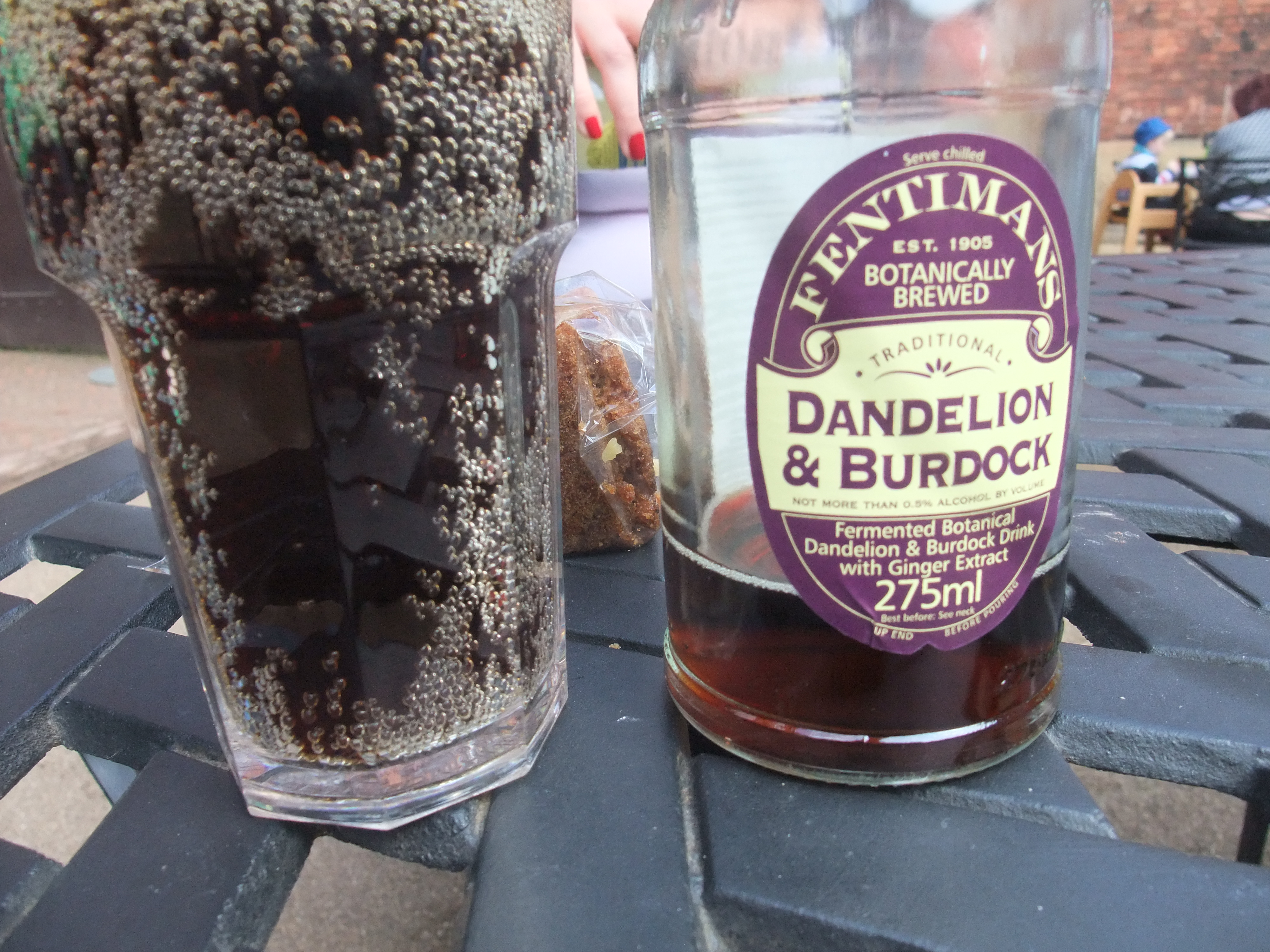
Maskros- och kardborreläsk är en traditionell brittisk dryck.

Maskros betraktas som en av de 14 viktigaste vilda växterna som kan användas vid en situation när det är fråga om överlevnad under allvarlig kris eller krig.
Roten innehåller ca 23 % kolhydrater och kan ätas efter 15 minuters kokning. För att få bort den bittra smaken bör roten skalas och urlakas i vatten under en dag, innan den kokas.
Bladen har hög halt av vitamin C och kan ätas färska om smaken accepteras.
Nyttjande kan ske, även i andra fall än det inte direkt gäller överlevnad, på bl a följande sätt:
- Blommor och späda blad, som dock smakar något beskt, kan användas i sallader.

- Späda blad lämpliga för sallader kan förberedas genom att man på senhösten täcker bladrosetten (utan stjälk), t.ex. med en omvänd låda, så att bladen sitter i mörker. På våren året därefter kan man skörda bleka blad, som passar till sallader. [7]

- Späda och yngre blad kan stuvas på samma sätt som spenat.[7]

- Förvällda rötter kan kryddas med koksalt och socker och ätas med rört smör på samma sätt som sparris.[7]

- Kokta maskrosrötter kan stuvas med smör, vetemjöl, mjölk, koksalt och socker. Närande och smakar enligt en del personer gott.[7]

- Grönsaksoppor kan kokas av maskrosrötter tillsammans med blad av bl a målla, mjölktistel, kärleksört, kummin, spansk körvel.[7]

- Roten rostades förr och användes till kaffesurrogat.

- Av blommorna kan man göra maskrosvin. Detta var i Sverige olagligt mellan 1978 och 1994 eftersom det jämställdes med mäsk. Efter lagändring är det emellertid numera tillåtet.

Fullt utslagna blommor insamlas utan stjälken.
Vinberedningen kan ske på två sätt, antingen traditionellt exklusive den gröna holken, eller inklusive denna. Till en vinsats går det åt kilovis med blommor. Att avlägsna holken är ett mödosamt arbete, som måste slutföras inom få timmar efter det att blommorna insamlats och vinberedningen måste påbörjas omedelbart därefter.
Erfarenheten visar att bra resultat kan erhållas även om man låter det gröna sitta kvar.

### Verktyg
Det finns ett speciellt verktyg, med vars hjälp man kan lirka upp en maskrosrot om marken inte är alltför hård. Verktyget består av ett stycke förzinkad järnplåt, inte helt olik ett maskrosblad, monterad i änden på ett meterlångt träskaft.

### Medicinsk användning
Maskros ingår i olika naturläkemedel, som sätts in när man vill lösa upp så kallade "slaggämnen" i kroppen samt öka utsöndringen av dessa via njurar och lever.[källa behövs]
Maskrosen anses inom naturmedicinen ha följande medicinska verkan:
- Karminativum, motverkar gasbildning,
- Stomatikum, ett amaramedel, magstärkande, motverkar förslappning av magsäcken samt stimulerar produktionen av matspjälkningsvätskor,
- Diuretikum, vätskedrivande, den ger inte kaliumbrist, utan är i stället mycket kaliumrik.
- Cholagogum, ökar gallproduktionen.
- Mesenkymverksam, den löser upp slaggämnen i bindvävnaden.
- Röntgenmaskulationsbildning, bildar livsviktiga proteiner att utsöndras i blodet. Detta har också visat sig underlätta diagnos av sjukdomar i kroppen.[källa behövs]

Använda växtdelar är blad och rötter. Inga biverkningar är kända.

## Etymologi
- Släktnamnet Taraxacum härleds från arabiska Tarkh shaqun och betyder ungefär "bitter korgblommig ört".

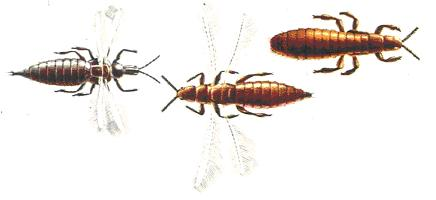
Tripsar

- Det svenska namnet maskros kommer av att det ofta finns tripsarslarver — "maskar" — i blomman, där de livnär sig på blommans pollen. Namnet användes första gången 1802 i boken Svensk botanik.[9]
- I flera europeiska länder heter växten lejontand med anledning av de flikiga bladen, exempelvis norska: Løvetann. Även dess engelska namn dandelion (ibland dandylion) har denna betydelse, ursprungligen från franskans dent de lion.
- På franska kallas den också piss en lit, vilket ungefär blir kiss-i-sängen, eftersom den ansågs vara urindrivande.[10] [11] En försvenskning av det namnet, pissangli, användes av Gabriel von Bonsdorff i hans trädgårdsanvisning Om sättet att anlägga en köksträdgård för husbehov,[12] ursprungligen från 1804.[13] Därav pissros, eftersom det vid en "olycka" i sängen — kan drabba både barn och vuxna i drömmen — bildas en maskrosblommeliknande gul fläck på lakanet.
- I Danmark, Polen, Ungern är växten namngiven efter stängelns mjölksaft (danska: mælkebøtte, "mjölkkanna").
- I Finland och Estland har blomman fått namn efter sin gula färg (finska: voikukka, "smörblomma").
- I några europeiska länder har växten namn som syftar på att man kan blåsa iväg flygfrukterna riktat mot andra personer, (ryska: одуванчик, "blåsare").

## Bygdemål
| Namn                 | Trakt                         | Kommentar                      | Referens |
| -------------------- | ----------------------------- | ------------------------------ | -------- |
|                      |                               |                                |          |
| Kopiss               | Västergötland                 | Från början 1800-talet         | [ 15 ]   |
| Lejontand            |                               | Från början 1800-talet         | [ 15 ]   |
| Munkhuvud, monkhuvud | Dalsland                      | Från början 1800-talet         | [ 15 ]   |
| Skallnacke           | Östergötland                  | Från början 1800-talet         | [ 15 ]   |
| Smörblomster         | Svenska Österbotten (Finland) | Från början 1800-talet         | [ 15 ]   |
|                      |                               |                                | [ 15 ]   |
| Äggblomster          |                               | Insektägg kan finnas i blomman |          |

## Bilder

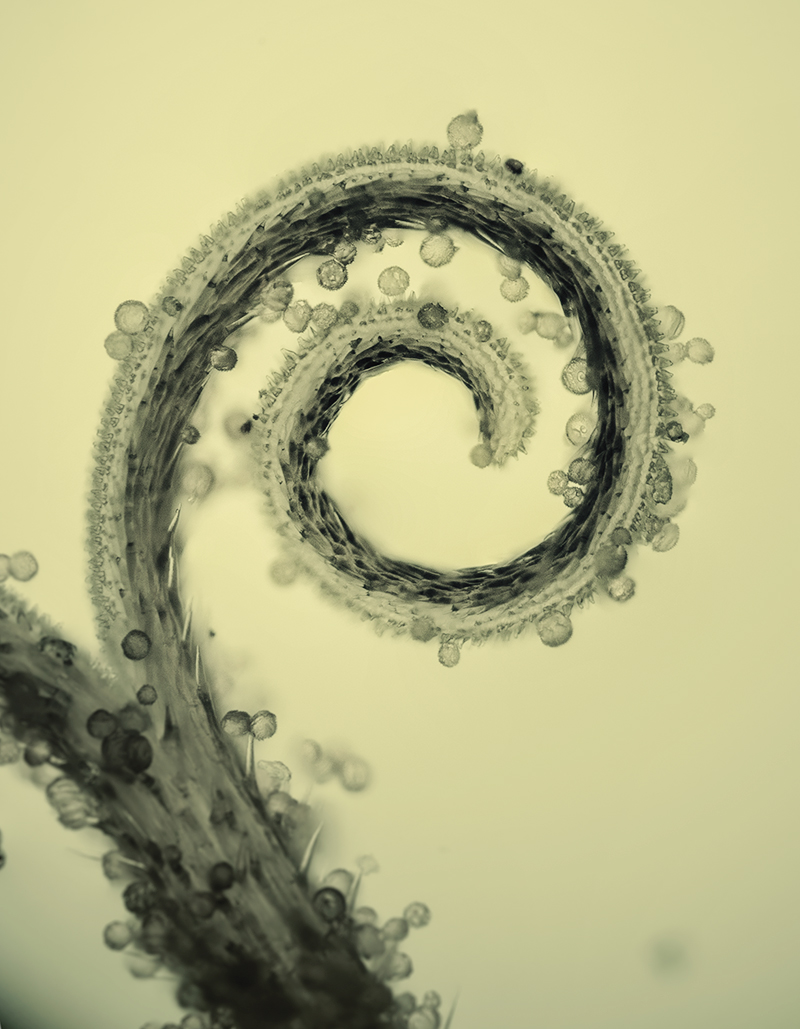
Närbild på märke med pollen
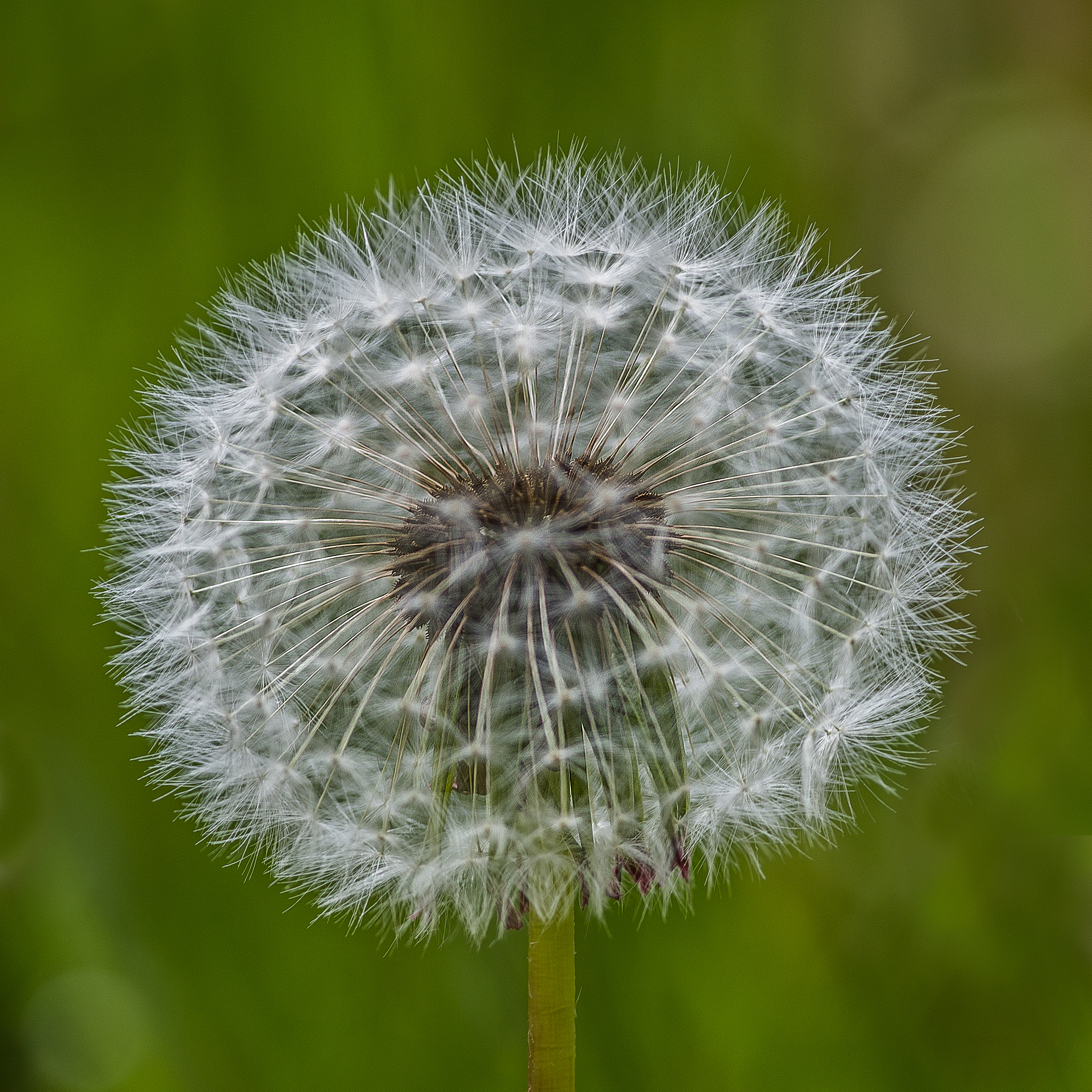
Fröställning av fullblommad maskros
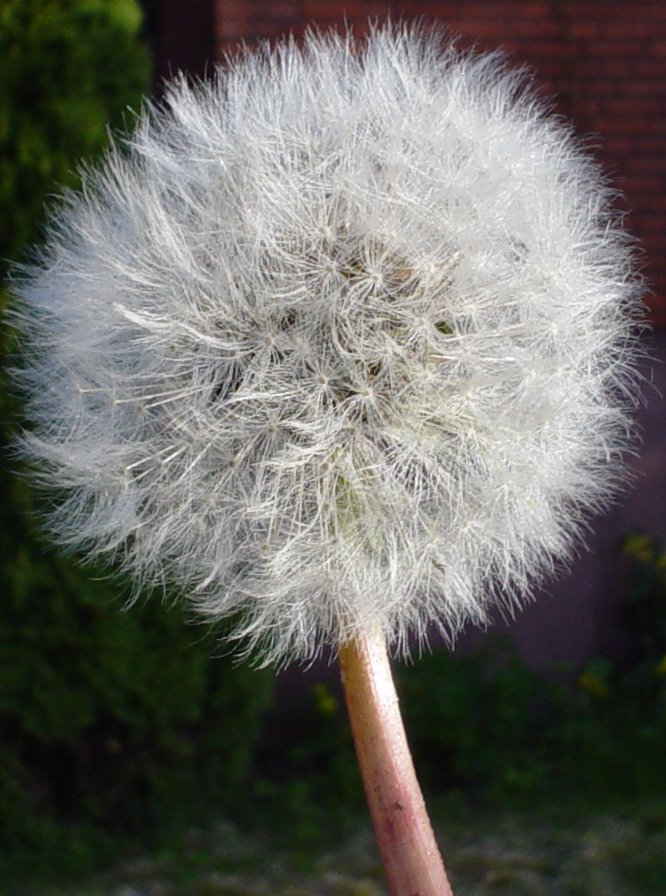
Fröställning av maskros. Utseendet kan variera, alltefter småart.
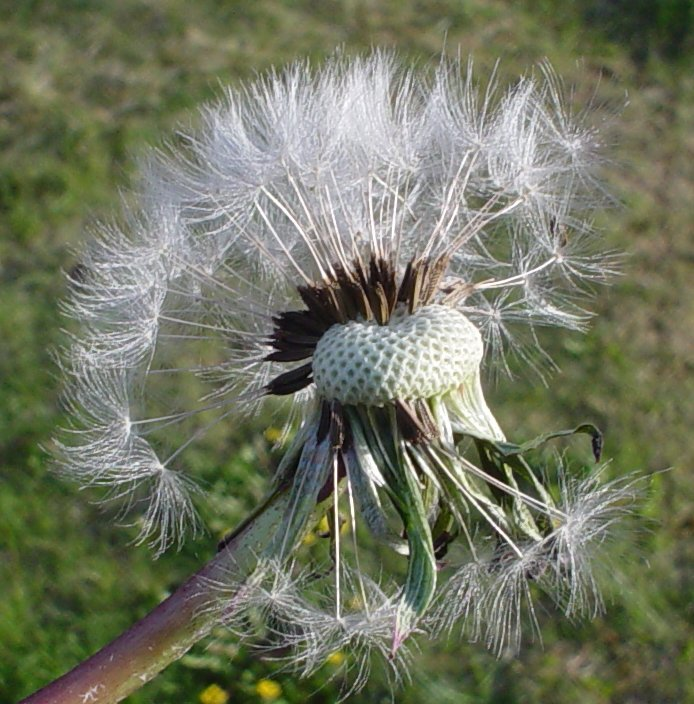
Fröställning av maskros. Vinden har börjat blåsa iväg frukterna. Fröna syns tydligt och den kula som finns kvar på stjälken sedan fröna flugit iväg.
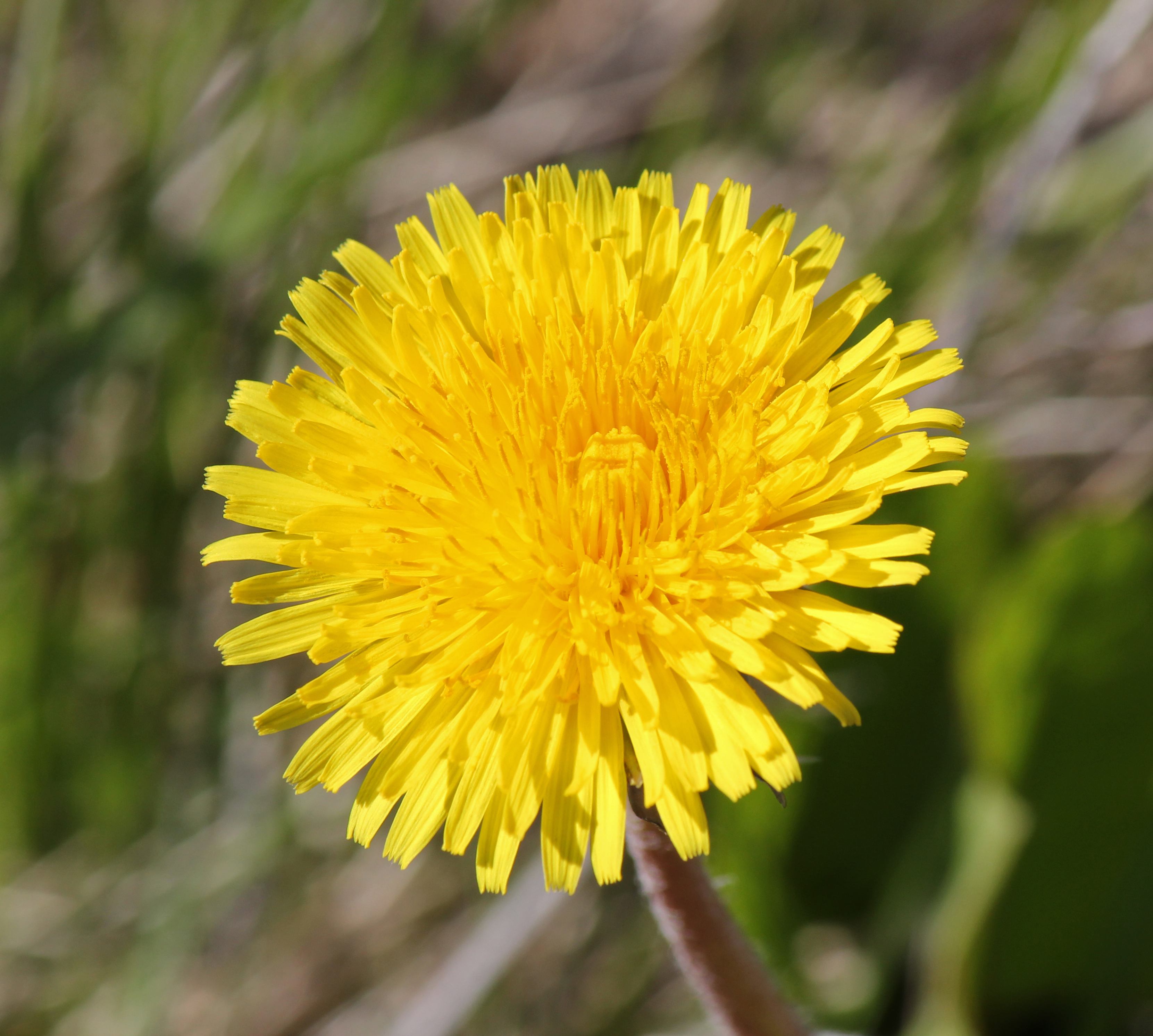
Blomma
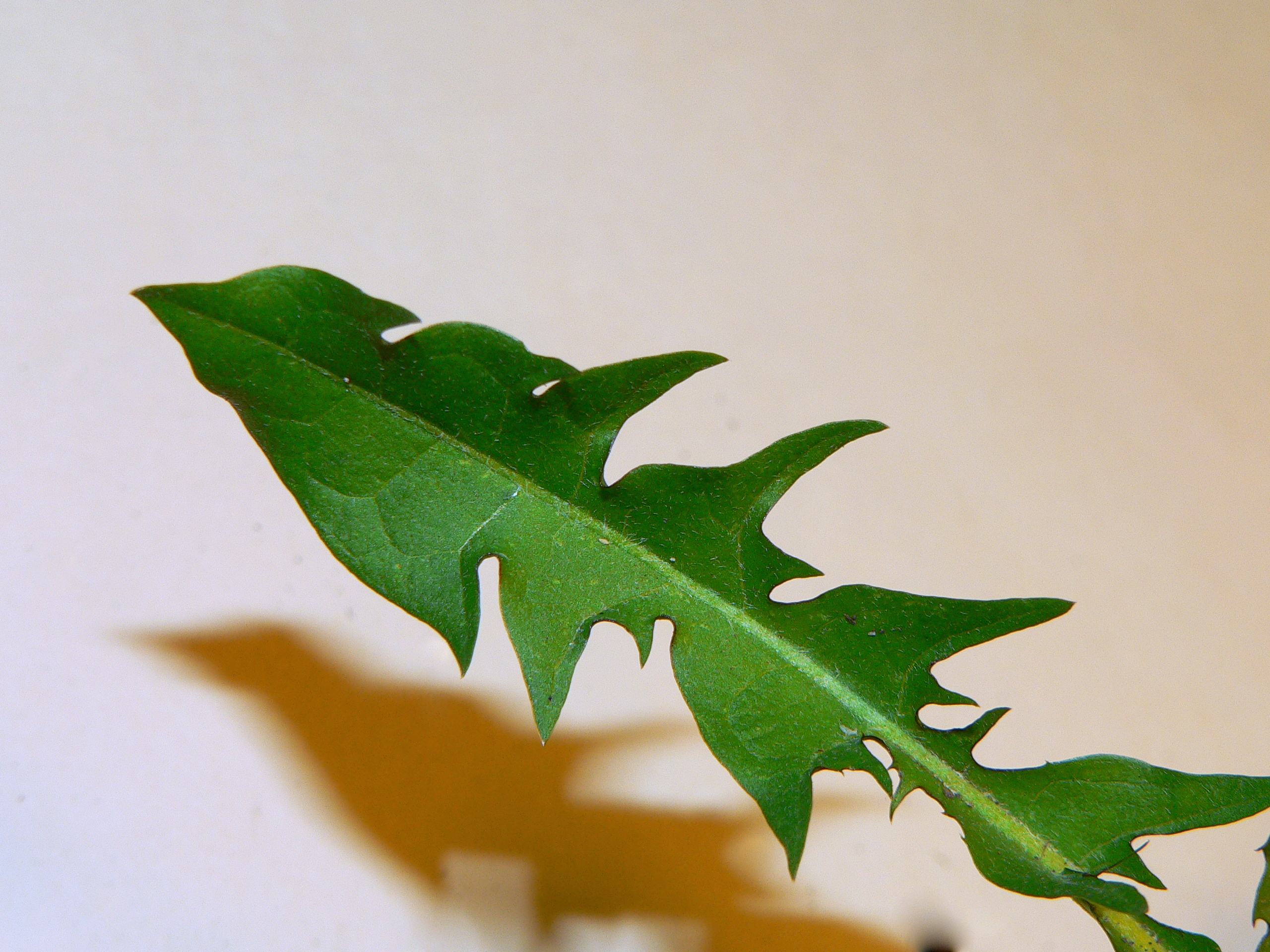
Maskrosblad
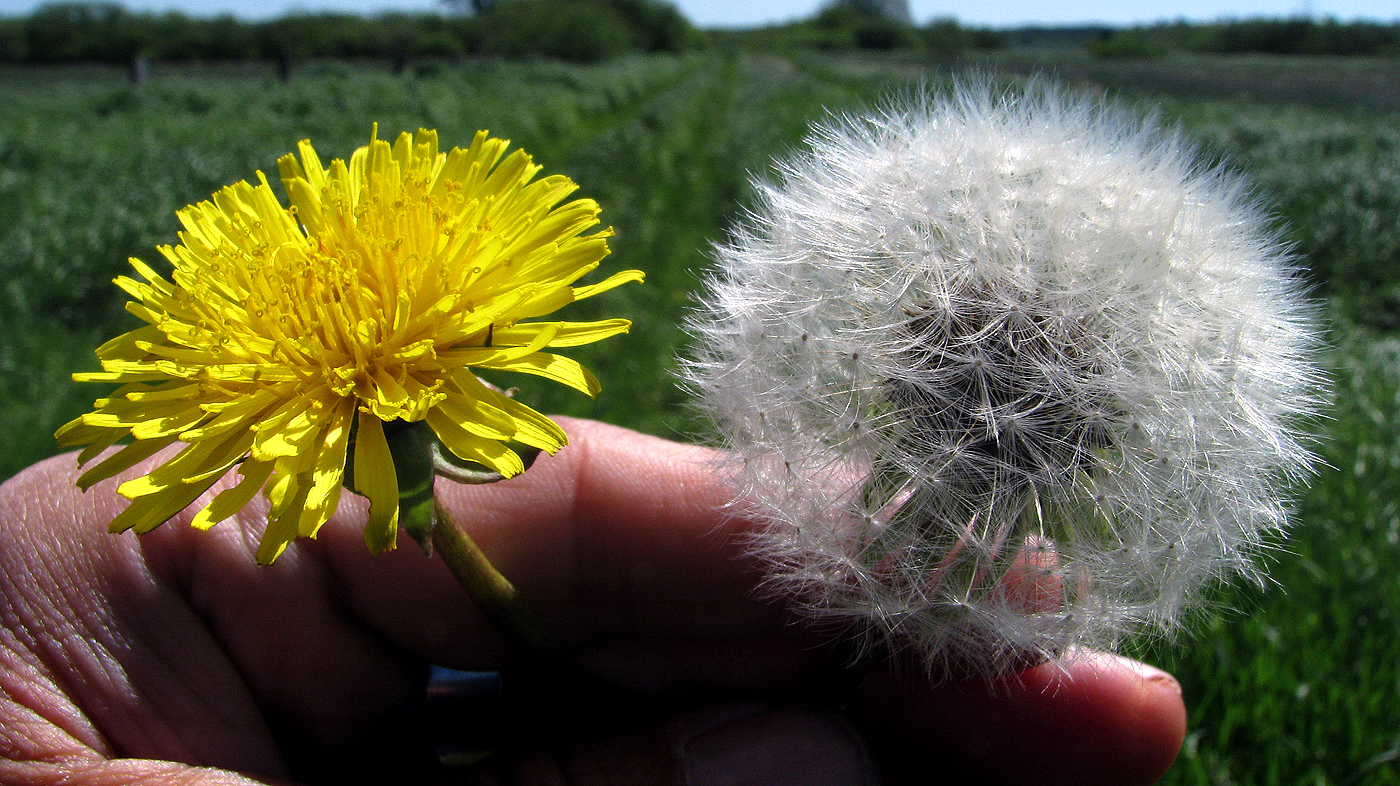
Maskrosor, en i blom och en i fröställning